# Родословная книга М. Г. Спиридова
Родословная книга М. Г. Спиридова — монография русского историка и генеалога Матвея Григорьевича Спиридова по истории и генеалогии русского и иностранного дворянства, состоявших на российской службе.
Полное название монографии: «Сокращённое описание служб благородных российских дворян, расположенное по родам их, с показанием, от кого те роды начало своё получили, или откуда какие родоначальники выехали, или которых на происхождение, на выезды издателю не известны, со вмещением такого же описания служивших в древности в России, также и иностранных в российской службе бывших, служащая продолжением краткому опыту Исторического известия о российском дворянстве, в 1804 году напечатанному, собранные из статейных, разрядных, степенных, летописных, служебных и некоторых других родословных книг».
Труд написан на основании имевшихся исторических документов до московского пожара 1812 года или погибших в более позднее время, что ставит его в ряд ценнейших работ по русской истории и историографии.

## Предыстория
Правление Екатерины II (1762—1796), её Жалованная грамота дворянству, издание Бархатной книги, гербовника Князева, вызвало необычайный всплеск и интерес к истории дворянских родов.
Женившись на дочери известного историка М. М. Щербатова (1733—1790), М. Г. Спиридов, оставил службу, под влиянием своего тестя и на комплексе собранных им исторических материалов начал заниматься историей, особенно генеалогией русского и иностранного дворянства, в области которой является одним из первых признанных генеалогов.
Изданный в 1810 году научный труд по изучению российского дворянства прошёл долгий путь проб и ошибок.
Вместе с тестем, он 1786 году начал работу — составление исторического труда под заглавием: «Родословный российский словарь, содержащий в себе историческое описание родов князей и дворян российских и выезжающих». Прототипом послужила работа историка Г. Ф. Миллера «Известия о дворянах российских». После смерти М. М. Щербатова (ум. 1790), он в одиночку продолжает заниматься работой, на основании сведений из летописей, разрядных и степенных книг, статейных списков и других печатных и рукописных источников. Ими были собраны, изучены и приведены подробные данные о происхождении русских и служивших в России иностранных родов, указаны заслуги, службы и чины их представителей и т. д. Впервые автор вводит современные научные требования — указание источников, где каждый отдельный факт сопровождается точнейшим указанием рукописи или источника, откуда они взяты. Всего было издано две части: в первую, изданную в 1793 году, вошли дворянские фамилии на букву «А», во вторую, изданную в 1794 году, вошли дворянские фамилии на букву «Б», но далее выпуск был прекращён. Библиофил И. М. Остроглазов полагал, что выпущенные два тома были уничтожены самим автором, который был недоволен этим трудом вследствие его неполноты, погрешностей и неточностей. Этим объясняется и величайшую редкость этих книг. В двух частях было упомянуто 2396 дворян с показанием их служб.
Собранный материал послужил к выходу в 1804 году дополненного и переработанного, с учётом высказанных критических замечаний, труда М. Г. Спиридова под заглавием: «Краткий опыт исторического известия о российском дворянстве, извлечён и сочинён из степенных, статейных, чиновных и др. разных российско-исторических книг, с показанием некоторых, в родословной, Бархатной называемой, книге показанных родов». В предисловии к изданию, автор перечисляет довольно внушительный список использованной литературы и источников, которые использовались не только для написания данного труда, но и употреблялись в последующем издании 1810 года, по каждому представителю рода проставлена ссылка откуда взята информация, в конце имеется оглавление, выявленные погрешности в написании текста и приводятся родословные таблицы. Положительную рецензию на данный труд сделал историк А. П. Барсуков.

## Монография
В 1810 году выходит значительно дополненная и переработанная «Родословная книга М. Г. Спиридова» о княжеских и происходящих от них дворянских родах. Всего напечатано две части, где указаны родоначальники и их прозвища, образование фамилий, поколенно пронумерованы 4770 представителей дворянских родов, даются их чины и службы с обозначением дат, указывается на родство.
В первой части, в предисловии, систематически даётся описание всем категориям чинов имевшихся в московском государстве, описывается 94 княжеских и дворянских родов от них происходящих, пронумеровано на 343 страницах книги 2449 представителей родов.
Во второй части описывается 124 княжеских рода, пронумеровано на 355 страницах 2321 представителей родов, даются сноски на опечатки первой и второй части, а также приводится список из 49 дворянский фамилий подписавшихся на данную книгу.
Монография оцифрована и имеется в свободном доступе на сайте Государственной публичной исторической библиотеке России.

## Критика
О своём первом неудачном труде 1793 и 1794 годов, М. Г. Спиридов предпочитал умалчивать и это обстоятельство лишний раз доказывает, что автор вероятно уничтожил свой труд.
Во втором труде 1804 года М. Г. Спиридова не указан как автор, а вместе него подписано буквами «ДМСТПЕРВ», основываясь на них, известный библиограф В. С. Сопиков приписывал это сочинение И. Ф. Дмитриевскому, но несомненно, что труд принадлежал М. Г. Спиридову, так как труде 1810 года он прямо указывает, что это продолжение «Краткого опыта….» изданного в 1804 году. Загадочные же буквы по версии историка А. А. Васильчикова означают: «Дал Матвей Спиридов труд первый».
В. С. Сопиков и церковный историк, митрополит Евгений (Болховитинов) указывали, что была, наверное, и 3-я часть, но в начале рукописи находившейся в Императорской публичной библиотеке, автор писал, что две части напечатал, а семь ещё, цензурою удостоенные и уже приготовленные к печати, сгорели вместе с домом в Москве, подожжённый французами в 1812 году.
Громадный исторический труд состоит из компиляции фактов, иногда малодостоверных, родословных и прочих списков, разрядных книг и рукописей. В самом труде отсутствует список используемой литературы, но И. М. Остроглазов в «Библиографических заметках» полностью упомянул список используемых источников.
При сравнительном анализе с источниками по генеалогии русского дворянства: «Российской родословной книгой» П. В. Долгорукова и А. Б. Лобанова-Ростовского, «Родословного сборника русских дворянских фамилий» В. В. Руммеля и В. В. Голубцова, Русской родословной книги не имеется значительных расхождений по поколенной росписи, выполняемых служб и имением чинов, имеются расхождения в один год по датам, что связано с сентябрьским летоисчислением, принятом на Руси и данное отмечено в критике А. П. Барсуковым.
После издания труда, дореволюционные историки отмечали, что некоторые упомянутые разрядные книги, используемые в работе под заглавием «Повседневные дворцовые записки» изданные в Москве в 1769 году, вызывают сомнения. После последующего изучения и доклада в «Чтениях Московского общества истории и древностей российских», напечатанного в 1850—1853 годах четырёх томов «Дворцовых разрядов», изданного в 1882—1883 годах под редакцией И. Е. Забелина «Дополнения к Дворцовым разрядам», сняли многие вопросы. Изданные в советское время разрядные книги, особенно после изысканий к.и.н. Ю. В. Анхимюка, уточняли или подтверждали указанные в труде данные.

## Актуальность
Изучение источниковеденической базы работ русских историков конца XVIII- начала XIX веков является актуальной задачей исторической науки. Особое место среди этой работы принадлежит используемым трудам по генеалогии и истории русского дворянства, так как в них историками были впервые широко использованы такие виды источников, как боярские и разрядные книги, боярские списки, десятни и другие источники содержащие массовые сведения по русской истории XV-XVII веков. Среди историков XVIII века, занимавшихся изучением генеалогии, важное место принадлежит трудам М. Г. Спиридова, в том числе и написанный им данный научный труд. Собранные и обработанные им сведениями пользовались в своих работах А. Б. Лобанов-Ростовский, П. Н. Петров, В. В. Руммель и В. В. Голубцов, Г. А. Власьев, М. Т. Яблочков, Л. М. Савёлов. Положительная рецензия на труд была написана в 1887 году А. П. Барсуковым: «Обзор источников и литературы Русского родословия». Позже А. П. Барсуков писал о документах, погибших в пожар 1812 года: «невозможно обойти историку русских дворянских родов, выписи из таких документов, которые навсегда погибли в бедственный двенадцатый год». Ссылки на данный труд во множественном числе имеется в Русском биографическом словаре А.А. Половцева, при описании служб представителей княжеских и дворянских фамилий.
Монограмма имеет громадную и ничем незаменимую ценность, в ней сохранены данные многих утраченных документов и росписей, сгоревших в московском пожаре 1812 года. Благодаря ей современная наука имеет в своём распоряжении много ценных исторических данных, которые в противном случае, погибли бы для русской историографии.